# 1949
1949. је била проста година.

## Догађаји

### Март
- 2. март — Америчка посада на челу са капетаном Џејмсом Галахером је слетела у базу Форт Ворт, окончавши први лет око Земље без спуштања авионом B-50.
- 8. март — Председник Француске Венсан Ориол и бивши цар Бао Дај су потписали Јелисејске одредбе, чиме је Вијетнаму дата независност од Француске и створена је Држава Вијетнам као противтежа Демократској Републици Вијетнам предвођеној Вијетмином.
- 31. март — Бивша британска колонија Њуфаундленд постала део Канаде као њена 10. провинција.

### Април
- 4. април — Министри спољних послова САД и 11 западноевропских држава у Вашингтону потписали су Северноатлантски споразум о формирању НАТО пакта.
- 23. април — Кинеске комунистичке трупе заузеле Нанкинг.

### Мај
- 1. мај — Џерард П. Кајпер открио Нереиду, Нептунов месец.
- 5. мај — Основан Савет Европе потписивањем Лондонског споразума.
- 11. мај — Израел примљен у Уједињене нације као 59. чланица.
- 12. мај — Званично окончана совјетска десетомесечна блокада Берлина, током које је град снабдеван из Савезне Републике Немачке, ваздушним мостом.
- 17. мај — Уједињено Краљевство признала независност Републике Ирске и потврдила припадност Северне Ирске Уједињеном Краљевству.
- 23. мај — Створена је Савезна Република Немачка, у чији састав су ушле дотадашње зоне под америчком, британском и француском контролом, успостављене после Другог светског рата.

### Јун
- 8. јун — Објављен роман „Хиљаду деветсто осамдесет четврта“ Џорџа Орвела.
- 29. јун — Јужна Африка је политику апартхејда прогласила државном доктрином.

### Јул
- 21. јул — Сенат САД је ратификовао Северноатлантски споразум.

### Август
- 5. август — Земљотрес јачине 6,75 степени по Рихтеровој скали у Еквадору усмртио 6.000 људи и уништио 50 насеља.
- 8. август — Бутан је постао независна држава.
- 24. август — Успостављен НАТО.
- 31. август — Повлачењем Демократске армије Грчке у Албанију после њеног пораза на планини Грамос окончан је Грчки грађански рат.

### Октобар
- 1. октобар — Званично прокламована Народна Република Кина.
- 7. октобар — На подручју совјетске окупационе зоне проглашена је Немачка Демократска Република са председником Вилхелмом Пиком и премијером Отом Гротеволом.
- 9. октобар — Отворен фудбалски стадион - Стадион JHA.

### Децембар
- 16. децембар — Вођа борбе за независност Ахмед Сукарно изабран за првог председника Индонезије после стицања независности земље од Холандије.

## Рођења

### Јануар
- 1. јануар — Љубодраг Симоновић, српски кошаркаш, филозоф и књижевник[1]
- 8. јануар — Милан Михаиловић, српски глумац[2]
- 10. јануар — Линда Лавлејс, америчка порнографска глумица (прем. 2002)[3]
- 10. јануар — Џорџ Форман, амерички боксер (прем. 2025)  [4]
- 12. јануар — Харуки Мураками, јапански писац[5]
- 12. јануар — Отмар Хицфелд, немачки фудбалер и фудбалски тренер[6]
- 16. јануар — Снежана Зорић, српска кошаркашица[7]
- 16. јануар — Вера Ивковић, српска певачица (прем. 2012)[8]
- 16. јануар — Керолајн Манро, енглеска глумица и модел[9]
- 19. јануар — Роберт Палмер, енглески музичар и музички продуцент (прем. 2003)[10]
- 22. јануар — Драган Малешевић Тапи, српски сликар (прем. 2002)[11]
- 24. јануар — Џон Белуши, амерички глумац, комичар и музичар (прем. 1982)[12]
- 26. јануар — Дејвид Стратерн, амерички глумац[13]
- 28. јануар — Грег Попович, амерички кошаркашки тренер[14]

### Фебруар
- 2. фебруар — Брент Спајнер, амерички глумац, комичар и музичар[15]
- 6. фебруар — Мануел Орантес, шпански тенисер[16]
- 7. фебруар — Драган Максимовић, српски глумац (прем. 2001)[17]
- 22. фебруар — Ники Лауда, аустријски аутомобилиста (прем. 2019)[18]
- 25. фебруар — Амин Малуф, либански писац[19]

### Март
- 2. март — Гејтс Макфаден, америчка глумица и кореографкиња[20]
- 8. март — Теофило Кубиљас, перуански фудбалер[21]
- 14. март — Славенко Терзић, српски историчар[22]
- 16. март — Виктор Гарбер, канадско-амерички глумац и певач[23]
- 21. март — Славој Жижек, словеначки филозоф и социолог[24]
- 21. март — Еди Мани, амерички музичар (прем. 2019)[25]
- 24. март — Руд Крол,  холандски фудбалер[26]
- 27. март — Дубравка Угрешић, хрватско-холандска књижевница (прем. 2023)[27]
- 29. март — Дејв Гринфилд, енглески музичар, најпознатији као клавијатуриста и певач групе  (прем. 2020)[28]
- 30. март — Лене Лавич, енглеско-америчка музичарка[29]

### Април
- 17. април — Никола Стаменић, српски ватерполо тренер
- 20. април — Вероника Картрајт, британско-америчка глумица[30]
- 20. април — Џесика Ланг, америчка глумица[31]
- 22. април — Миодраг Кривокапић, српски глумац[32]
- 22. април — Спенсер Хејвуд, амерички кошаркаш[33]
- 28. април — Пол Гилфојл, амерички глумац[34]
- 30. април — Антонио Гутерес, португалски политичар и 9. генерални секретар УН[35]

### Мај
- 3. мај — Леополдо Луке, аргентински фудбалер (прем. 2021)[36]
- 7. мај — Мерилин Бернс, америчка глумица (прем. 2014)[37]
- 9. мај — Били Џоел, амерички музичар[38]
- 11. мај — Воја Брајовић, српски глумац[39]
- 11. мај — Тони Лауренчић, српски глумац[40]
- 19. мај — Дасти Хил, амерички музичар, најпознатији као басиста и певач групе  (прем. 2021)[41]
- 24. мај — Џим Бродбент, енглески глумац[42]
- 26. мај — Хенк Вилијамс Млађи, амерички музичар[43]
- 31. мај — Том Беренџер, амерички глумац[44]

### Јун
- 7. јун — Драган Александрић, српски композитор и аранжер[45]
- 15. јун — Џим Варни, амерички глумац и комичар (прем. 2000)[46]
- 18. јун — Лех Качињски, пољски правник и политичар, председник Пољске (2005—2010) (прем. 2010)[47]
- 20. јун — Лајонел Ричи, амерички музичар, глумац и музички продуцент[48]
- 22. јун — Мерил Стрип, америчка глумица[49]

### Јул
- 5. јул — Ед О'Рос, амерички глумац[50]
- 11. јул — Емерсон Леао, бразилски фудбалер и фудбалски тренер[51]
- 12. јул — Петар Пеца Поповић, српски новинар, публициста, музички критичар и уредник новина[52]
- 15. јул — Карл Билт, шведски политичар и дипломата, премијер Шведске (1991—1994)[53]
- 17. јул — Гизер Батлер, енглески музичар, најпознатији као басиста групе [54]
- 24. јул — Мајкл Ричардс, амерички глумац, комичар, сценариста и продуцент[55]
- 26. јул — Роџер Тејлор, енглески музичар, најпознатији као бубњар групе Queen[56]
- 27. јул — Владан Батић, српски правник и политичар (прем. 2010)[57]

### Август
- 8. август — Кит Карадин, амерички глумац[58]
- 9. август — Славко Ћурувија, српски новинар и издавач (прем. 1999)
- 12. август — Марк Нопфлер, британски музичар и музички продуцент, најпознатији као суоснивач, гитариста и певач групе [59]
- 13. август — Горанка Матић, српска историчарка уметности и фотографкиња (прем. 2025)
- 18. август — Иван Клеменц, српски глумац[60]
- 19. август — Мирјана Николић, српска глумица (прем. 2012)
- 20. август — Патрик Килпатрик, амерички глумац[61]
- 20. август — Фил Лајнот, ирски музичар, најпознатији као суоснивач, главни вокал и басиста групе Thin Lizzy (прем. 1986)[62]
- 25. август — Салиф Кеита, малијски музичар[63]
- 25. август — Џин Симонс, амерички музичар, музички продуцент, предузетник, глумац и писац, најпознатији као суоснивач, басиста и певач групе [64]
- 25. август — Џон Севиџ, амерички глумац[65]
- 28. август — Светислав Пешић, српски кошаркаш и кошаркашки тренер[66]
- 30. август — Брајан Јузна, амерички режисер, сценариста и продуцент
- 31. август — Ричард Гир, амерички глумац[67]

### Септембар
- 4. септембар — Дадо Топић, хрватски музичар[68]
- 18. септембар — Питер Шилтон, енглески фудбалски голман и фудбалски тренер[69]
- 19. септембар — Далибор Брун, хрватски музичар
- 21. септембар — Чеда Марковић, српски певач[70]
- 23. септембар — Брус Спрингстин, амерички музичар[71]
- 25. септембар — Педро Алмодовар, шпански режисер[72]

### Октобар
- 4. октобар — Арманд Асанте, амерички глумац[73]
- 6. октобар — Боби Фарел, холандски музичар и плесач, најпознатији као члан оригиналне поставе групе Boney M (прем. 2010)[74]
- 8. октобар — Сигорни Вивер, америчка глумица[75]
- 12. октобар — Илич Рамирез Санчез, венецуелански терориста[76]
- 22. октобар — Арсен Венгер, француски фудбалер и фудбалски тренер[77]
- 26. октобар — Зоран Славнић, српски кошаркаш и кошаркашки тренер[78]
- 30. октобар — Леон Рипи, амерички глумац[79]

### Новембар
- 23. новембар — Бора Ненић, српски глумац[80]
- 29. новембар — Гари Шендлинг, амерички глумац, комичар, редитељ, продуцент и писац (прем. 2016)[81]

### Децембар
- 1. децембар — Пабло Ескобар, колумбијски наркобос и кријумчар, познат као краљ кокаина (прем. 1993)[82]
- 4. децембар — Џеф Бриџиз, амерички глумац, продуцент и музичар[83]
- 6. децембар — Владо Правдић, босанскохерцеговачки музичар, најпознатији као члан групе Бијело дугме. (прем. 2023)[84]
- 7. децембар — Том Вејтс, амерички музичар и глумац[85]
- 8. децембар — Ненси Мајерс, америчка редитељка, сценаристкиња и продуценткиња[86]
- 11. децембар — Иван Буљан, хрватски фудбалер и фудбалски тренер[87]
- 12. децембар — Бил Нај, енглески глумац[88]
- 13. децембар — Александар Тијанић, српски новинар (прем. 2013)[89]
- 14. децембар — Клиф Вилијамс, енглески музичар, најпознатији као басиста и певач групе [90]
- 15. децембар — Дон Џонсон, амерички глумац, продуцент, режисер и музичар[91]
- 16. децембар — Били Гибонс, амерички музичар, музички продуцент и глумац, најпознатији као басиста и певач групе [92]
- 17. децембар — Душан Митошевић, српски фудбалер и фудбалски тренер (прем. 2018)[93]
- 25. децембар — Сиси Спејсик, америчка глумица и музичарка[94]

## Смрти

### Март
- 22. фебруар — Марије Хеег, норвешки фотограф. (* 1866)

- 29. март — Николај Гамалеја, руски лекар и научник

### Јун
- 10. јун — Карл Ваугоин, аустријски политичар. (* 1873)[95]

### Јул
- 2. јул — Георги Димитров, бугарски политичар[96]

### Септембар
- 8. септембар — Рихард Штраус, немачки композитор. (* 1864)[97]
- 22. септембар — Ким Џонг Сук, корејска политичарка. (* 1917)[98]

### Октобар
- 17. октобар — Фјодор Толбухин, маршал Совјетског Савеза

## Нобелове награде
- Физика — Хидеки Јукава (湯川 秀樹)
- Хемија — Вилијам Франсис Џиок
- Медицина — Валтер Рудолф Хес и Антонио Каетано Де Абреу Фрејре Егас Мониц
- Књижевност — Вилијам Фокнер
- Мир — Џон Бојд Ор (УК)
- Економија — Награда у овој области почела је да се додељује 1969. године